# متيل مغنم
متيل مغنم (1900-1987) ناشطة فلسطينية، ولدت في لبنان. تزوجت وعاشت في مدينة رام الله. تعتبر من مؤسسي جمعية النهضة النسائية في القدس عام 1929م وكافة فروعها في فلسطين. وهي من رائدات الحركة النسائية في فلسطين ومن الناشطات السياسيات ضد الانتداب البريطاني على فلسطين والحركة الصهيونية.
شاركت في المؤتمر النسائي العربي العام الذي عقدته هدى شعراوي في القاهرة عام 1938م، لتعود إلى فلسطين وتؤسس الاتحاد النسائي برام الله. وفي عام 1939 أنشأت مشغلاً لتعليم الحياكة والغزل والنسيج والتطريز الفلسطيني تابعا لاتحاد. شا ركت في المؤتمر النسائي الشرقي حيث كانت السكرتيرة المساعدة فيه.أصدرت كتابا باللغة الانجليزية بعنوان:"المرأة العربية والمشكلة الفلسطينية".
توفيت السيدة متيل نغنم عام 1987م.